# NGC 2758
NGC 2758 (również PGC 25515) – galaktyka spiralna (Sc), znajdująca się w gwiazdozbiorze Hydry. Odkrył ją Frank Muller w 1886 roku.